# Tetris (2023)
Tetris ist ein Film von Jon S. Baird. Dieser erzählt die Geschichte der internationalen Vermarktung des zur Zeit des Kalten Krieges in der Sowjetunion entwickelten Computerspiels Tetris, in dem man geometrische Formen in geschlossene Reihen bringen muss. Die Premiere erfolgte im März 2023 beim South by Southwest Film Festival. Am 31. März 2023 wurde Tetris im Vereinigten Königreich und in den USA in das Programm von Apple TV+ aufgenommen.

## Handlung
1988. Der in New York aufgewachsene und in Japan lebende Niederländer Henk Rogers versucht auf einer Messe in Las Vegas sein Spiel „Go“ zu verkaufen, ist dabei aber nicht sonderlich erfolgreich. Seine größte Konkurrenz in der Stadt stellen die Spielautomaten dar, die den Menschen Reichtum versprechen. Neugierig schaut Henk auf der Messe, was die Konkurrenz so im Angebot hat. Er entdeckt ein süchtig machendes Puzzlespiel, bei dem fallende bunte Blöcke gedreht und gewendet werden müssen und ist sofort von dem einfachen Spielprinzip begeistert. Das Spiel trägt den Namen „Tetris“. Die Rechte der russischen Entwicklung liegen bei dem britischen Videospiele-Publisher Mirrorsoft, nicht jedoch in Japan, wo Rogers mit seiner Familie lebt und wo sein eigenes Unternehmen „Bullet Proof Software“ ansässig ist. Henk erwirbt daher die Computer- und Arcade-Rechte für Japan, wo es auf PCs, Spielekonsolen und in Spielhallen gespielt werden soll. Er hätte gerne auch die Rechte für andere Märkte, an denen jedoch einige weitere und zahlungskräftigere Käufer interessiert sind. Während der eigentliche Erfinder des Spiels den anderen Geschäftsleuten völlig egal ist, will Henk, dass Alexei Paschitnow hierfür Anerkennung und Tantiemen bekommt und versucht, mit ihm eine Freundschaft aufzubauen. So besucht er ihn in Russland. 

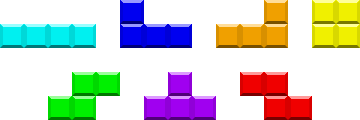
Henk Rogers ist sofort von Tetris und dem einfachen Spielprinzip begeistert

Dort angekommen findet sich Henk in einem System wieder, das nicht seinen westlichen Idealen entspricht. Die Menschen scheinen hier noch geldgieriger zu sein als im Westen. Allen voran Nikolai Belikow, der Leiter des Moskauer Computer- und Wissenschaftszentrums und Alexeis Vorgesetzter, und auch der korrupte KGB-Offizier Valentin Trifonow, der sich finanziell abzusichern versucht, bevor das gegenwärtige Regime der Sowjetunion stürzt.

## Produktion

### Filmstab
Regie führte der Brite Jon S. Baird, während Noah Pink das Drehbuch schrieb. Für Baird ist Tetris nach dem auf wahren Begebenheiten basierenden Kriminalfilm Cass, der Romanverfilmung Drecksau und der Filmbiografie Stan & Ollie der vierte Spielfilm als Regisseur. Für Pink handelt es sich nach der Mitarbeit an dem Drehbuch für den Thriller The Show von Giancarlo Esposito aus dem Jahr 2017 um die zweite Arbeit für einen Spielfilm.

### Besetzung

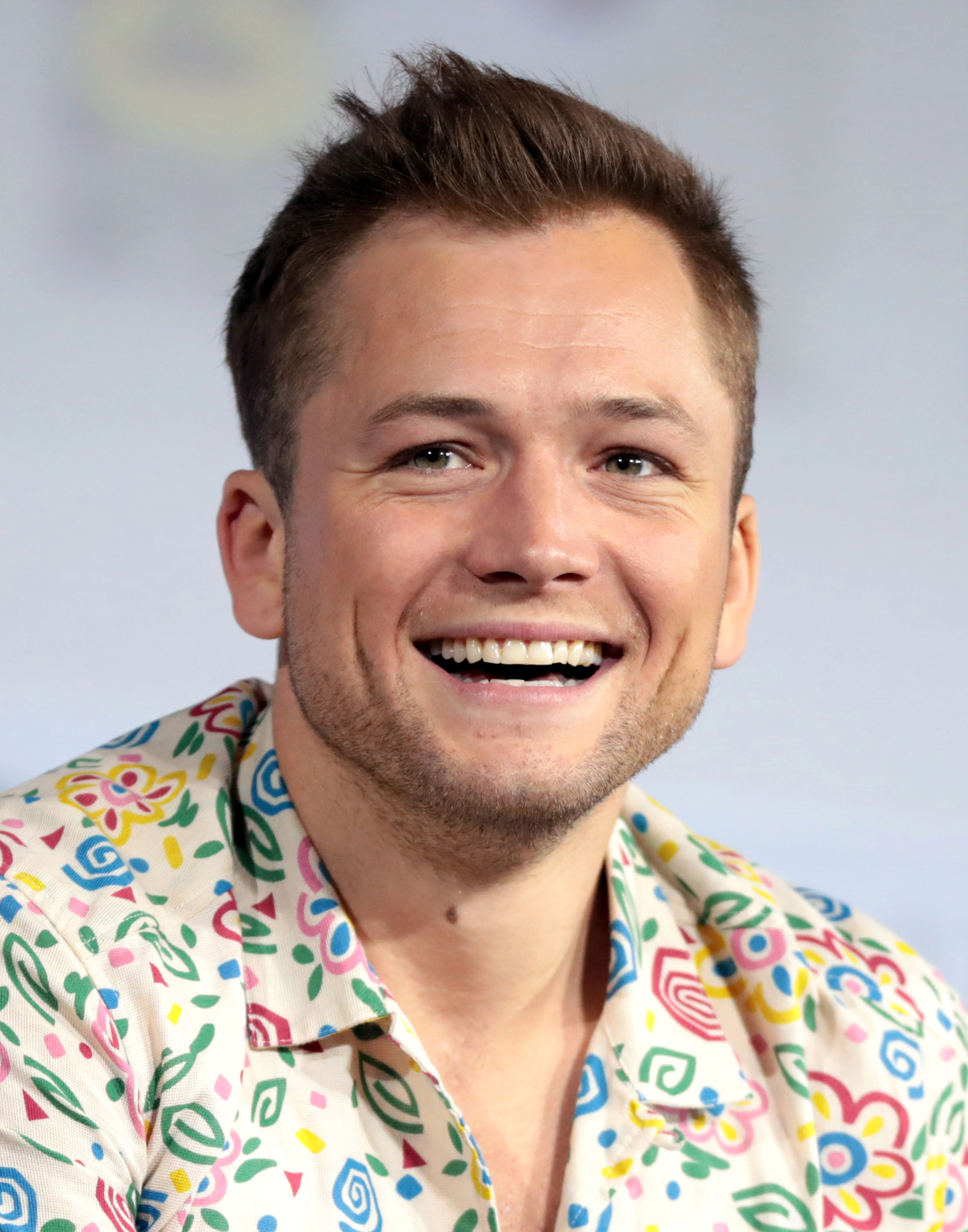
Taron Egerton spielt den Computerspiele-Entwickler und Unternehmer Henk Rogers

Im Juli 2020 wurde berichtet, dass der britische Schauspieler Taron Egerton die Hauptrolle übernehmen wird. Er spielt Henk Rogers, einen Verkäufer von Videospielen, der sich um die Rechte an dem Videospiel Tetris bemüht. Auch wenn die Themen, die in Tetris im Vordergrund stehen, die staatliche Kontrolle und Zensur sind, sieht ihn Egerton nicht wirklich als einen sehr politischen Film an: „Es ist eine Geschichte über Freundschaft und es ist eine Geschichte über einen Mann, der etwas Verrücktes tut, um die Rechte an einem Spiel zu bekommen.“ Dies habe sich damals zufällig an einem Ort politischer Widerspenstigkeit ereignet.
Der russische Film- und Bühnenschauspieler Nikita Jefremow und Sohn von Michail Jefremow spielt Alexei Paschitnow, der für die Entwicklung von Tetris im Russland der Sowjetzeit verantwortlich ist und von Rogers umworben wird. Der Brite Toby Jones spielt Robert Stein, den CEO des britischen Softwareunternehmens Andromeda, der die PC-Rechte an Tetris erworben hat. Roger Allam spielt den Patriarchen Robert Maxwell und Anthony Boyle dessen Sohn Kevin Maxwell. Oleg Stefan ist in der Rolle des Leiters des Moskauer Computer- und Wissenschaftszentrums Nikolai Belikov zu sehen, das den Handel mit Computerhardware und -software abwickelt. Igor Grabuzov spielt den KGB-Offizier Valentin Trifonov und Rick Yune den Bankmanager Larry. Ayane Nagabuchi spielt Rogers' Frau Akemi und Ieva Andrejevaite Pajitnovs Frau Nina. In weiteren Rollen sind Ben Miles, Sofya Lebedeva und Matthew Marsh zu sehen.

### Dreharbeiten
Die Dreharbeiten sollten im September 2020 starten. Im August 2020 sagte Egerton, er hoffe auf einen Drehstart im Januar 2021, verwies aber auch auf die Unwägbarkeiten aufgrund der Corona-Pandemie. Schließlich wurden die Dreharbeiten im Dezember 2020 in Glasgow begonnen, nachdem Apple im November 2020 die Rechte am Film erworben hatte.  Aufnahmen entstanden auch am Glasgow Prestwick Airport in Ayrshire, der zu einem Moskauer Flughafen umgebaut wurde. Im Februar 2021 entstanden Aufnahmen in Aberdeen, unter anderem an der University of Aberdeen und dem Gebäude der an den Hauptcampus angrenzenden zoologischen Fakultät, das dem Hauptquartier der sowjetischen ELORG als Kulisse diente. Beendet wurden die Dreharbeiten Anfang März 2021 wieder in Glasgow. Als Kameramann fungierte Alwin H. Küchler, der zuvor für Filme wie R.I.P.D., Die Bestimmung – Divergent, Steve Jobs und Der Mauretanier tätig war.

### Filmmusik und Veröffentlichung
Die Filmmusik komponierte der schottische Grammy- und Emmy-Preisträger Lorne Balfe. Das Soundtrack-Album mit insgesamt 15 Musikstücken wurde am 31. März 2023 von Warner Music als Download veröffentlicht. Auf diesem sind neben Gesängen russischer Militärchöre auch Songs wie The Final Countdown von Europe und Opportunities von den Pet Shop Boys enthalten. Letzteres ist im Abspann des Films zu hören. Ein weiteres, 15 Stücke umfassendes Album mit Balfes Filmmusik soll am 14. April 2023 als Download veröffentlicht werden.
Der erste Trailer wurde Mitte Februar 2023 vorgestellt. Am 15. März 2023 feierte der Film beim South by Southwest Film Festival seine Premiere. Am 31. März 2023 wurde er im Vereinigten Königreich und in den USA in das Programm von Apple TV+ aufgenommen.

## Rezeption

### Altersfreigabe
In den USA erhielt der Film von der MPAA ein R-Rating, was einer Freigabe ab 17 Jahren entspricht.

### Kritiken
Von den bei Rotten Tomatoes aufgeführten Kritiken sind 82 Prozent positiv. Auf Metacritic erhielt der Film einen Metascore von 61 von 100 möglichen Punkten.
Jeannette Catsoulis erklärt in der New York Times, Jon S. Baird und sein Drehbuchautor Noah Pink stellten in ihrer Geschichte den Realsozialismus dem Kapitalismus gegenüber, aber auch den persönlichen Einsatz eines Mannes, gegen die Gier der Unternehmen anzugehen. Es gebe in Tetris genug Charaktere für eine ganze Fernsehserie, und Pink habe sich sehr bemüht, sie alle in den Film hineinzustopfen. Das Humorige lasse Tetris jedoch nicht als ein Thriller während des Kalten Krieges funktionieren, der Film finde sein Herz aber in der Beziehung zwischen Rogers und Paschitnow.
Lovia Gyarkye von The Hollywood Reporter schreibt, Bairds Ansatz ähnele dem von David Fincher bei The Social Network, einem weiteren Film, der einen langwierigen Rechtsstreit zum Gegenstand hat und von Gier und Kapitalismus erzählt. Auch Tetris weise mit seiner düsteren visuellen Palette, der bedrohlichen Filmmusik und den wilden Kameraeinstellungen Elemente eines Thrillers auf, lockere ihn jedoch mit den 16-Bit-Animationszwischenspielen, die die Figuren als Spieler und die Kapitel als Levels vorstellen, und mit der Musikauswahl wie Europes The Final Countdown auf. Von Taron Egerton mit Witz und Ernsthaftigkeit gespielt, werde Hank Rogers zum Symbol für Integrität und Ehrlichkeit.

### Auszeichnungen
Critics’ Choice Super Awards 2024
- Nominierung als Bester Schauspieler in einem Superheldenfilm (Taron Egerton)[22]

Hollywood Critics Association Midseason Movie Awards 2023
- Nominierung als Bester Hauptdarsteller (Taron Egerton)[23]

## Synchronisation
Die deutsche Synchronisation entstand nach einem Dialogbuch von Anja Giehler und der Dialogregie von Frank Muth im Auftrag der Iyuno-SDI Group Germany GmbH, Berlin.
| Rolle                       | Darsteller      | Synchronsprecher          |
| --------------------------- | --------------- | ------------------------- |
| Henk Rogers                 | Taron Egerton   | Constantin von Jascheroff |
| Alexei Paschitnow           | Nikita Jefremow | Robert Glatzeder          |
| Kevin Maxwell               | Anthony Boyle   | Jannik Endemann           |
| Robert Maxwell              | Roger Allam     | Thomas Kästner            |
| Hiroshi Yamauchis Assistent | Nino Furuhata   | Julian Tennstedt          |
| Michail Gorbatschow         | Matthew Marsh   | Roland Hemmo              |
| Nikolai Belikow             | Oleg Shtefanko  | Lutz Mackensy             |
| Robert Stein                | Toby Jones      | Hans Hohlbein             |
| Walentin Trifonow           | Igor Grabuzov   | Rainer Fritzsche          |